# دانيال فورد (صحفي)
دانيال فورد (بالإنجليزية: Daniel Ford)‏ (1931، نيوهامبشير في الولايات المتحدة)؛ صحفي وروائي أمريكي.